# Germur
Un germur és un compost químic format per la combinació de l'element germani i un o més elements menys electronegatius que ell.
La composició de la majoria de germurs és anàloga a la dels siliciurs corresponents i no segueix les regles de valència formals: {\textstyle KGe,KGe_{4},BaGe_{2},Mn_{5}Ge_{3},UGe_{3},...} Els germurs de metalls alcalins formen fases de Zintl típiques. Així els monogermurs {\textstyle NaGe,KGe,} {\textstyle RbGe,CsGe},... contenen anions {\textstyle Ge^{-}} i es disposen en forma de tetraedres com el fòsfor blanc; els nonagermurs {\textstyle K_{4}Ge_{9},Rb_{4}Ge_{9},} {\textstyle Cs_{4}Ge_{9}}, contenen anions {\textstyle Ge_{9}^{4-}}. Excepte l'argent i l'or, tota la resta de metalls de transició formen germurs estables, amb composicions {\textstyle T_{3}Ge,T_{5}Ge_{3},} {\textstyle TGe,TGe_{2}}, on {\textstyle T} representa un metall de transició.
Els germurs de metalls alcalins i metalls alcalinoterris es descomponen fàcilment per l'aigua i els àcids per donar hidrurs de germani; per contra la majoria de germurs dels metalls de transició es resisteixen a l'acció dels àcids i àlcalis. El principal mètode d'obtenció dels germurs és la fusió o sinterització dels components. Els germurs de metalls alcalins i alcalinoterris són semiconductors; els dels metalls de transició tenen propietats metàl·liques. Els germurs de niobi i vanadi i d'aliatges a base de vanadi, es converteixen en superconductors per sota de temperatures baixes: {\textstyle Nb_{3}Ge} a 6,3 K; {\textstyle Nb_{3}Sn_{1-x}Ge_{x}} a 17,6-18 K; {\textstyle V_{3}Ge} a 6,01 K. Els germurs ternaris presenten superconductivitat, com ara el {\textstyle ZrIrGe} per sota de 2,75 K.
La marathonita és el primer mineral germur descobert i aprovat per l'Associació Mineralògica Internacional.

## Aplicacions
Els germurs de metalls de transició tenen alta estabilitat tèrmica i s'empren per a barreres Schottky i per contactes a dispositius electrònics. Els més emprats són els de titani, platí i niquel. Alguns germurs de liti ({\textstyle LiGe,Li_{12}Ge_{7}}…) tenen aplicacions en bateries de liti. El {\textstyle Mg_{2}Ge}, s'ha estudiat per emprar-lo com a elèctrode en bateries recarregables de liti.